# Ichiro Hosotani
Ichiro Hosotani (Prefectura de Hyogo, Japó, 21 de gener de 1946), és un exfutbolista japonès.

## Selecció japonesa
Ichiro Hosotani va disputar 4 partits amb la selecció japonesa.